# 赫鲁斯塔利内
赫鲁斯塔利内（羅馬化：Khrustalʹnyy）是俄罗斯滨海边疆区的市级镇，属卡瓦列罗沃区，为该区除行政中心卡瓦列罗沃外的另外一座市级镇。地处滨海边疆区中东部，位于区行政中心卡瓦列罗沃北侧、边疆区首府符拉迪沃斯托克（海参崴）东北方。
该地2022年人口有2,857人；2010年人口3,138；2002年人口3,664；1989年人口5,577。